# Potentilla savvalensis
Potentilla savvalensis är en rosväxtart som beskrevs av B. Pawl.. Potentilla savvalensis ingår i Fingerörtssläktet som ingår i familjen rosväxter. Inga underarter finns listade i Catalogue of Life.